# Funções de singularidade
Funções singulares são funções que pertencem a uma classe de funções descontínuas que contém singularidades, i.e. elas são descontínuas em seus pontos singulares. Tais funções são representadas como {\displaystyle \langle x-a\rangle ^{n}}, onde n é o expoente do integrando, ou integrador. As funções são definidas como:
| n                      | {\displaystyle \langle x-a\rangle ^{n}}                           |
| ---------------------- | ----------------------------------------------------------------- |
| {\displaystyle <0}     | {\displaystyle {\frac {d^{\|n+1\|}}{dx^{\|n+1\|}}}\delta (x-a)\,} |
| -2                     | {\displaystyle {\frac {d}{dx}}\delta (x-a)\,}                     |
| -1                     | {\displaystyle \delta (x-a)\,}                                    |
| 0                      | {\displaystyle H(x-a)\,}                                          |
| 1                      | {\displaystyle (x-a)H(x-a)\,}                                     |
| 2                      | {\displaystyle (x-a)^{2}H(x-a)}                                   |
| {\displaystyle \geq 0} | {\displaystyle (x-a)^{n}H(x-a)}                                   |
Onde: δ(x) é a função Delta de Dirac, também chamada de impulso unitário. A função H(x-a) é a Função de Heaviside: H(x-a)=0 para x<a e H(x-a)=1 para x>a. O valor de H(0) dependerá da convenção escolhida, pode valer 0, 1 ou a média (0.5), por exemplo. Note que isso apenas será um problema para n=0, já que as funções contém um termo multiplicativo de “x-a” para n>0. A expressão <x-a> é também chamada de Função Rampa.

## Integração
Integrar <x-a> pode ser feito de uma maneira conveniente para a qual considera-se a constante de integração como sendo nula em x=a. A regra básica de integração é:
{\displaystyle \int \langle x-a\rangle ^{n}dx={\begin{cases}\langle x-a\rangle ^{n+1},&n\leq 0\\{\frac {\langle x-a\rangle ^{n+1}}{n+1}},&n\geq 0\end{cases}}}

## Exemplo de aplicação
- Vigas com carregamento constante:

A deflexão de uma viga simplesmente apoiada, secção transversal constante e módulo de elasticidade, pode ser calculada usando a Teoria de Euler-Bernouli para vigas longas e sem cisalhamento.  Aqui nós estamos usando a convenção de sinais de forças para baixo e momentos de flexão como sendo positivos.
Distribuição de carga:
{\displaystyle w=-3N\langle x-0\rangle ^{-1}\ +\ 6Nm^{-1}\langle x-2m\rangle ^{0}\ -\ 9N\langle x-4m\rangle ^{-1}\,}
Força cortante:
{\displaystyle S=\int wdx}
{\displaystyle S=-3N\langle x-0\rangle ^{0}\ +\ 6Nm^{-1}\langle x-2m\rangle ^{1}\ -\ 9N\langle x-4m\rangle ^{0}\,}
Momento de flexão:
{\displaystyle M=-\int Sdx}
{\displaystyle M=3N\langle x-0\rangle ^{1}\ -\ 3Nm^{-1}\langle x-2m\rangle ^{2}\ +\ 9N\langle x-4m\rangle ^{1}\,}
Declividade:
{\displaystyle u'={\frac {1}{EI}}\int Mdx}
Porque a declividade não é zero em x=0, uma constante de integração, c, é adicionada
{\displaystyle u'={\frac {1}{EI}}\left({\frac {3}{2}}N\langle x-0\rangle ^{2}\ -\ 1Nm^{-1}\langle x-2m\rangle ^{3}\ +\ {\frac {9}{2}}N\langle x-4m\rangle ^{2}\ +\ c\right)\,}
Deflexão:
{\displaystyle u=\int u'dx}
{\displaystyle u={\frac {1}{EI}}\left({\frac {1}{2}}N\langle x-0\rangle ^{3}\ -\ {\frac {1}{4}}Nm^{-1}\langle x-2m\rangle ^{4}\ +\ {\frac {3}{2}}N\langle x-4m\rangle ^{3}\ +\ cx\right)\,}
A condição de fronteira u=0 em x=4m nos permite resolver para c=-7Nm2